# Udde

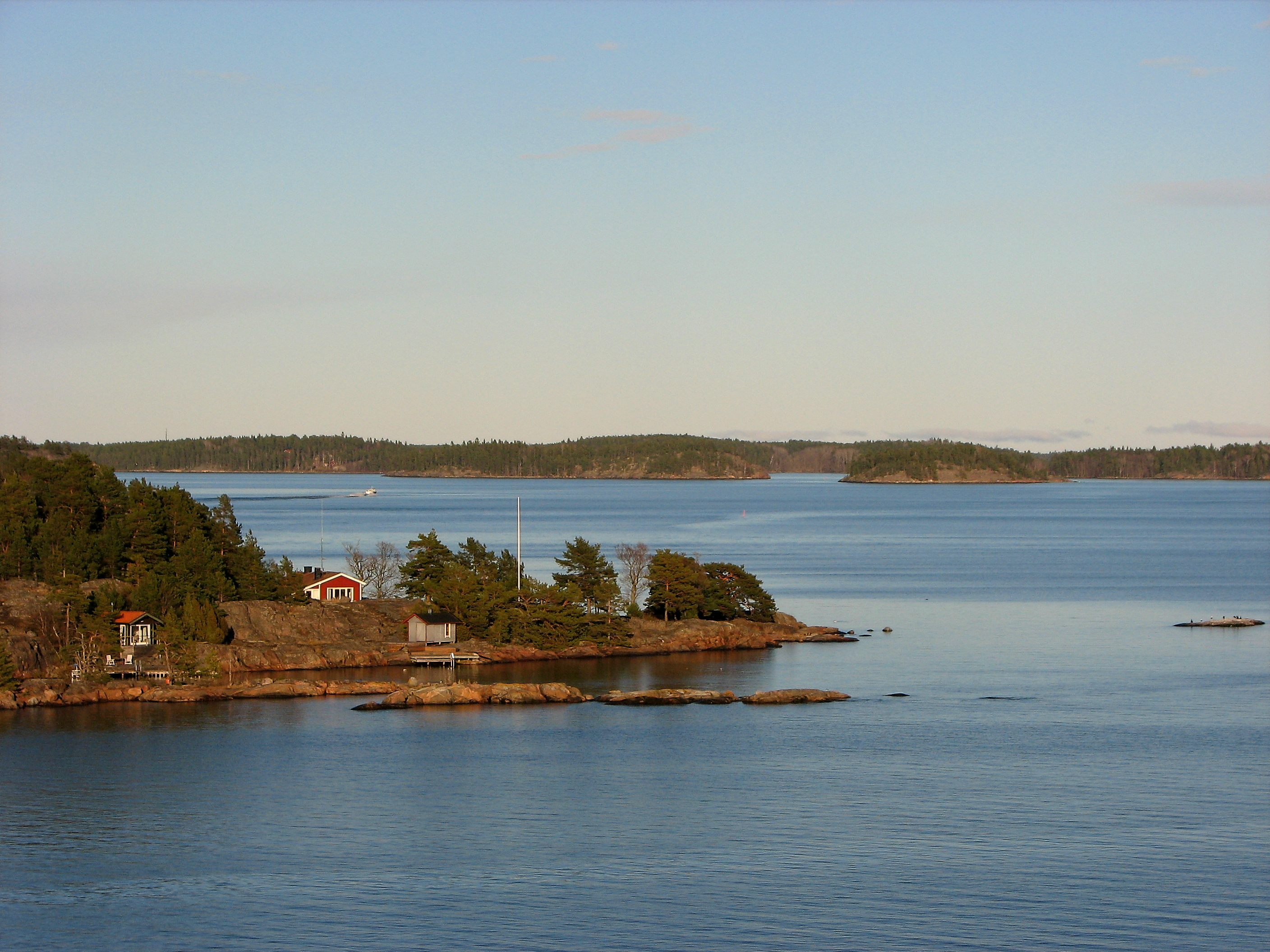
Udde i Stockholms skärgård.

Udde (av udd, ”spets”) är en mindre halvö, utskjutande landtunga eller liknande kustnära landform som sträcker sig ut i ett vattendrag, särskilt avseende den yttersta delen av dito landområde.

## Galleri

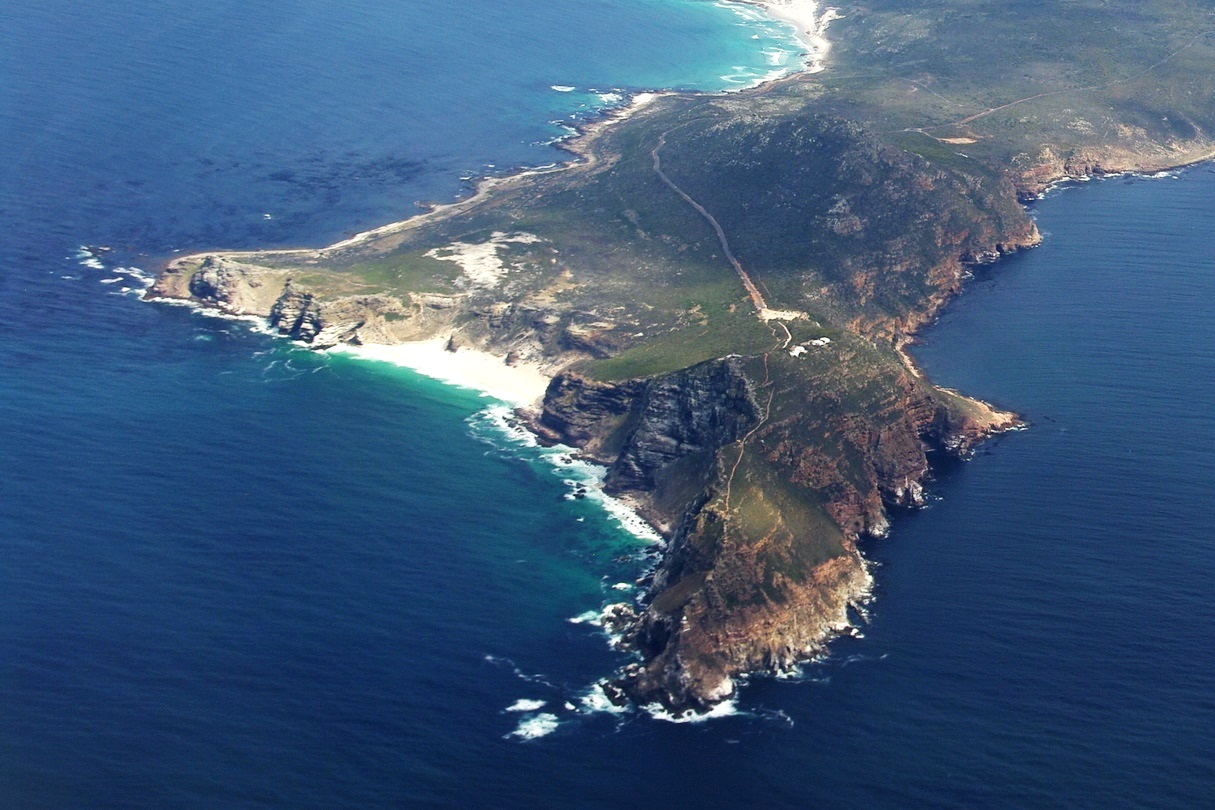
Kapudden i Sydafrika.
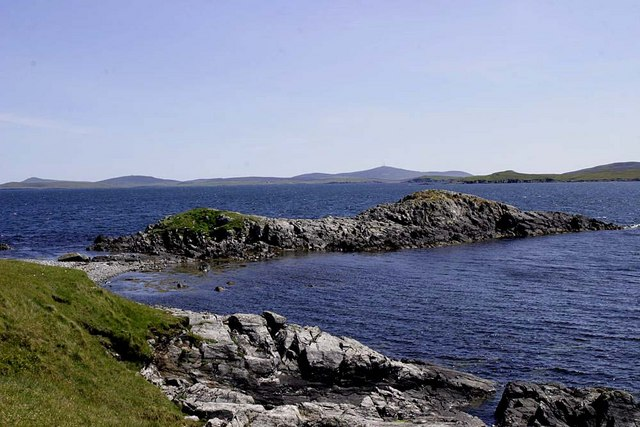
Udde med näsbrygga.
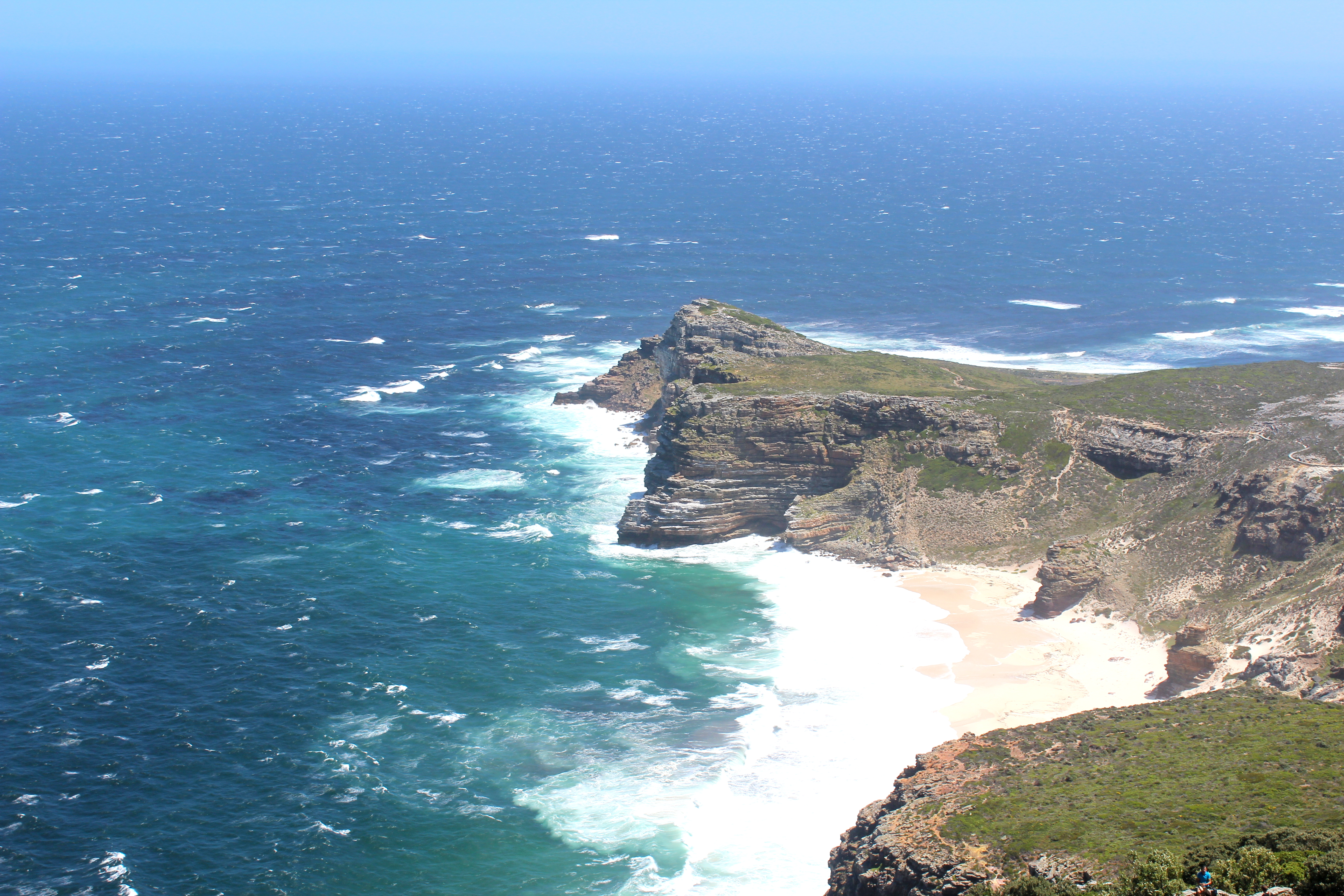
Godahoppsudden i Sydafrika.
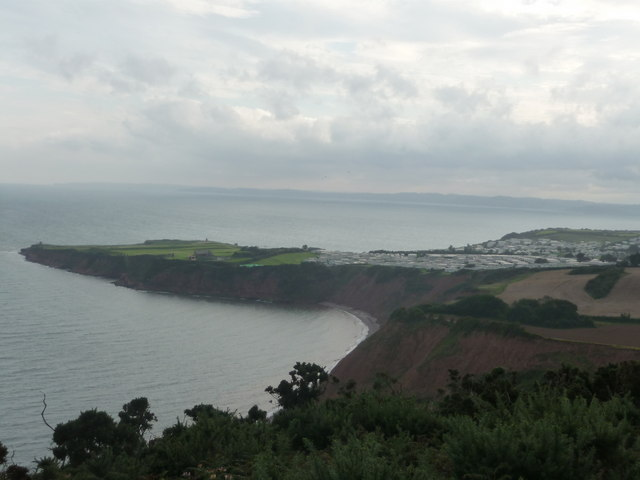
Stor udde med bedyggelse.
Kuststräcka med flera uåtgående uddar.
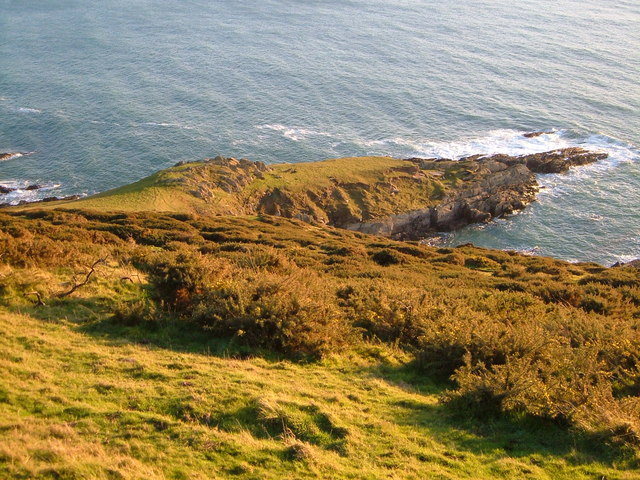
Udde utgående från en backe.